# Mặt nạ thủy tinh (phim Thái Lan)
Nakark Kaew (tiếng Thái: หน้ากากแก้ว, tên tiếng Việt: Mặt nạ thủy tinh) là bộ phim truyền hình Thái Lan phát sóng vào năm 2018. Phim lấy đề tài Phẫu thuật thẩm mỹ. Phim phát sóng vào ngày Thứ 6 - thứ 7 từ ngày 16 tháng 11 năm 2018 trên kênh One HD 31. Phim với sự tham gia của Thanapat Kawila và Aniporn Chalermburanawong.

## Nội dung
Lukkaew là con gái độc nhất của người sáng lập Trung tâm Thẩm mĩ La Belle, bà Rachawadee. Được mẹ nuông chiều từ bé, tính cách của Lukkaew trở nên kiêu kì, cô coi tình yêu như một trò chơi và đùa giỡn hết người này đến người khác. Trong khi đó, Nudda vốn dĩ là một cô gái với tính cách hiền lành, dễ thương và trong sáng. Nudda lớn lên trong một gia đình bình thường, ngoại hình không mấy nổi bật, nhưng cô gái này luôn có cái nhìn tích cực về cuộc sống.
Ba của Rath và người ba quá cố của Lukkaew là bạn thân, Rath và Lukkaew lớn lên bên nhau và sắp kết hôn. Bà Rachawadee đang điều hành bệnh viện thẩm mỹ La Belle danh tiếng, có mối quan hệ mập mờ với bác sĩ Goson, một nhân tài trong bệnh viện. Dee đã đem tiền ký gửi của một chính trị gia đi đầu tư và thua lỗ buộc phải tìm cách hoàn trả, nhưng đó là một số tiền rất lớn, nên khi nghe tin Rath đã cầu hôn Lukkaew, Dee đã yêu cầu tiền hồi môn là 500.000 baht. Nhưng sau đó Rath lại phát hiện ra Lukkaew ngủ với Petch, một tay chơi nên tức giận bỏ đi. Lukkaew lái xe đuổi theo Rath và đụng phải Nudda đang bị hỏng xe bên đường.
Sau một tai nạn nghiêm trọng, Lukkaew hôn mê bất tỉnh còn Nudda bị chấn thương dẫn đến mất trí nhớ. Điều này khiến bà Rachawadee trở nên lo lắng vì nếu con gái bà không tỉnh lại, cơ hội kết hôn giữa Lukkaew cùng cậu ấm giàu có Rath sẽ vụt mất.
Lợi dụng Nudda mất trí nhớ, bà Rachawadee cùng với bác sĩ Goson đã phẫu thuật thẩm mỹ gương mặt của cô sao cho giống Lukkaew. Từ đó, bà Rachawadee dùng tất cả các thủ đoạn để Nudda xuất hiện thay con gái mình đang hôn mê, cứu vớt mối quan hệ của Lukkaew và Rath. Thế nhưng điều mà bà Rachawadee không ngờ chính là Rath và nàng Lukkaew "giả" này lại nảy sinh tình cảm với nhau.

## Diễn viên
- Thanapat Kawila vai Rathkerk (Rath) Paiboon
- Aniporn Chalermburanawong vai Nudda (Dada) Chunyadee / Lookkaew Mongkolsilpa
- Phutanate Hongmanop vai Bác sĩ Goson Sukhavej - nhân tình Rachawadee / Namtip, bố Kwan
- Piyathida Woramusik vai Rachawadee (Dee) Mongkolsilpa - mẹ Lookkaew / Namtip (Tip) Kulrathiran (sau phẫu thuật)
- Norraphat Vilaiphan vai Dindan - bạn trai Nudda
- Alisa Kunkwaeng vai Bác sĩ Khongkwan "Kwan" Sukhavej - con gái Goson
- Sedthawut Anusit vai Petch Dechalertpiphat - bồ Lookkaew ngoại tình
- Linpita Jindapoo vai Pim - bạn Lookkaew
- Pollawat Manuprasert vai Chatchai Paiboon - bố của Rath
- Dilok Thong wattana vai Pingpan Dechalertpiphat - bố Petch
- Primrata Dejudom vai Sariya (Riya) Decha Lertpiphat - vợ hai Pingpan, mẹ kế Petch
- Sarocha Watitapun vai Wassana (Was) Chanyadee - mẹ Nudda
- Oliver Pupart vai Bác sĩ John Connor Smith - người theo dõi bệnh của Lookkaew
- Araya Prathumthong vai dì Paa - người làm nhà Rath
- Punnissa Sirisang vai Surija - thư ký Ratchawadee
- Kittipong Pluempreeda vai Tee
- Songchai Pornnam vai Bác sĩ Manop Mongkolsilpa (bố Lookkaew, chồng Rachawadee - đã mất)
- Natharinee Kanasoot vai Namtip (Tip) Kulrathiran (trước phẫu thuật)
- Chotiros Chayowan (xuất hiện tập cuối)

## Ca khúc nhạc phim
- ไม่มีวันปล่อยมือ / Mai Mee Wan Bploi Meu - Arunpong Chaiwinit
- ไม่มีวันปล่อยมือ / Mai Mee Wan Bploi Meu - Arunpong Chaiwinit (MV phim)

## Rating
Nguồn: ig_fanlakorn
- Tập 1: 1.33
- Tập 2: 1.86
- Tập 3: 1.21
- Tập 4: 1.59
- Tập 5: 1.5
- Tập 6: 2.0
- Tập 7: 1.5
- Tập 8: 1.7
- Tập 9: 1.8
- Tập 10: 1.9
- Tập 11: 1.66
- Tập 12: 1.95
- Tập 13: 2.22
- Tập 14: 1.87
- Tập 15: 1.94
- Tập 16: 2.39
- Tập 17: 2.24
- Tập 18: 2.43
- Tập 19: 2.92
- Tập 20: 2.57
- Tập 21: 2.46
- Tập 22: 2.67
- Tập 23 (cuối): 2.74

Trung bình: 2.02